# Socovos (kommun)
Socovos är en kommun i Spanien.   Den ligger i provinsen Provincia de Albacete och regionen Kastilien-La Mancha, i den sydöstra delen av landet, 280 km sydost om huvudstaden Madrid. Antalet invånare är 1 975.